# ナンバ (ホームセンター)
株式会社ナンバ（NANBA Co.,Ltd.）は岡山県津山市に本社を置く小売業者である。中国地方を中心にナンバホームセンターを展開している。

## 概要
昭和26年、岡山県津山市に｢有限会社難波金物店｣として創業した中堅ホームセンターである。通称：ナンバホームセンターの店舗名で知られ、岡山県を中心に近隣の兵庫県・鳥取県・島根県等にもチェーン展開している。
また、サーティワン アイスクリームとフランチャイズ契約を執り行い、自社子会社により一部店舗内の一角を中心に店舗展開している。
そして、備前店には大黒天物産が運営しているザ・大黒天というディスカウントスーパーも併設されている。
株式会社ナンバ
- 会社設立：1951年（昭和26年）2月
- 資本金：8600万円
- 本社：津山市材木町1328－25

## 店舗
岡山県北
- 落合店（真庭市）
- 河辺店（津山市）
- 院庄店（津山市）
- 美作店（美作市）

岡山県南
- 倉敷店（倉敷市）
- 児島店（倉敷市）
- 鴨方店（浅口市）
- 備中高松店（岡山市）
- 山陽店（赤磐市）
- 備前店（備前市）

鳥取県
- 鳥取店（鳥取市）

島根県
- 出雲ドーム店（出雲市）

兵庫県
- 三木店（三木市）
- 福崎店（神崎郡福崎町）
- 山崎店（宍粟市）

### サーティワン アイスクリーム
- 岡山県：備中高松店、倉敷店、児島店、備前店、院庄店、イオン津山店、倉敷中庄ロードサイド店、天満屋ハピータウン岡南店、岡山西市ロードサイド店
- 兵庫県：イオン三木店、福崎店
- 鳥取県：鳥取店、イオン鳥取北店、米子店（ナンバ自体は閉店、現在はラ・ムー）
- 島根県：出雲ドーム店、イオンモール出雲店
- 広島県：神辺店（ナンバ自体は閉店、現在は開放倉庫）、フジグラン神辺店

## 系列会社
- 有限会社ナンバ・サーティワン